# Книди
Вижте пояснителната страница за други значения на Коприва.
Книди или Коприва (на гръцки: Κνίδη, до 1927 година: Κόπριβα, Коприва) е село в Република Гърция, дем Гревена, област Западна Македония.

## География
Селото е разположено на 680 m надморска височина, на около 20 километра източно от град Гревена, в югоизточното подножие на планината Профитис Илияс. В неговото землище на около 1 km на север се е намирало бившето село Палеокниди.

## История

### В Османската империя
В края на ХІХ век Коприва е гръцко християнско село в нахия Венци на Кожанската каза на Османската империя. Централната селска църква „Успение Богородично“ е издигната през 1873 година.
Според статистиката на Васил Кънчов в 1900 година в Коприо (Коприва) живеят 302 гърци.
На Етнографската карта на Битолския вилает на Картографския институт в София от 1901 година Коприо е чисто гръцко село в Кожанската каза на Серфидженския санджак с 54 къщи.
Според статистика на Серфидженския санджак на гръцкото консулство в Еласона от 1904 година в Коприва (Κόπριβα), Гревенска каза, живеят 260 гърци елинофони християни.
По данни на секретаря на Българската екзархия Димитър Мишев („La Macédoine et sa Population Chrétienne“) в 1905 година в Коприо (Коприва) (Koprio Kopriva) има 60 гърци.

### В Гърция
През Балканската война в 1912 година в селото влизат гръцки части и след Междусъюзническата в 1913 година Коприва остава в Гърция.
През 1927 година българското име селото е сменено на Книди, в превод коприва.
В селото има и църква „Свети Димитър“, а край него на „Свети Илия“, „Свети Георги“ на пътя за Итеа (Върбяни) и „Свети Николай“ в Старо Коприва (Палиокниди), обитавано от гърци бежанци от Мала Азия и изоставено в 1950 година.
Населението произвежда жито и тютюн, като се занимава частично и със скотовъдство. В 1991 година селото има 338 жители, като в това число са сметнати и малкото жители на Колокитаки и Лангадакия (Лочишно).
| Година    | 1913 | 1920 | 1928 | 1940 | 1951 | 1961 | 1971 | 1981 | 1991 | 2001 | 2011 | 2021 |
| --------- | ---- | ---- | ---- | ---- | ---- | ---- | ---- | ---- | ---- | ---- | ---- | ---- |
| Население | 320  | 361  | 412  | 460  | 560  | 566  | 422  | 380  | 338  | 443  | 264  | 180  |

| Име    | Име    | Ново име   | Ново име   | Описание |
| ------ | ------ | ---------- | ---------- | -------- |
| Ронгия | Ρόγκια | Веланидиес | Βελανιδιές |          |

## Личности
Родени в Книди
- Илиас Ламбрецас (1925 - 2008), гръцки краевед и учител[14]